# Variaciones sobre un tema de Haydn

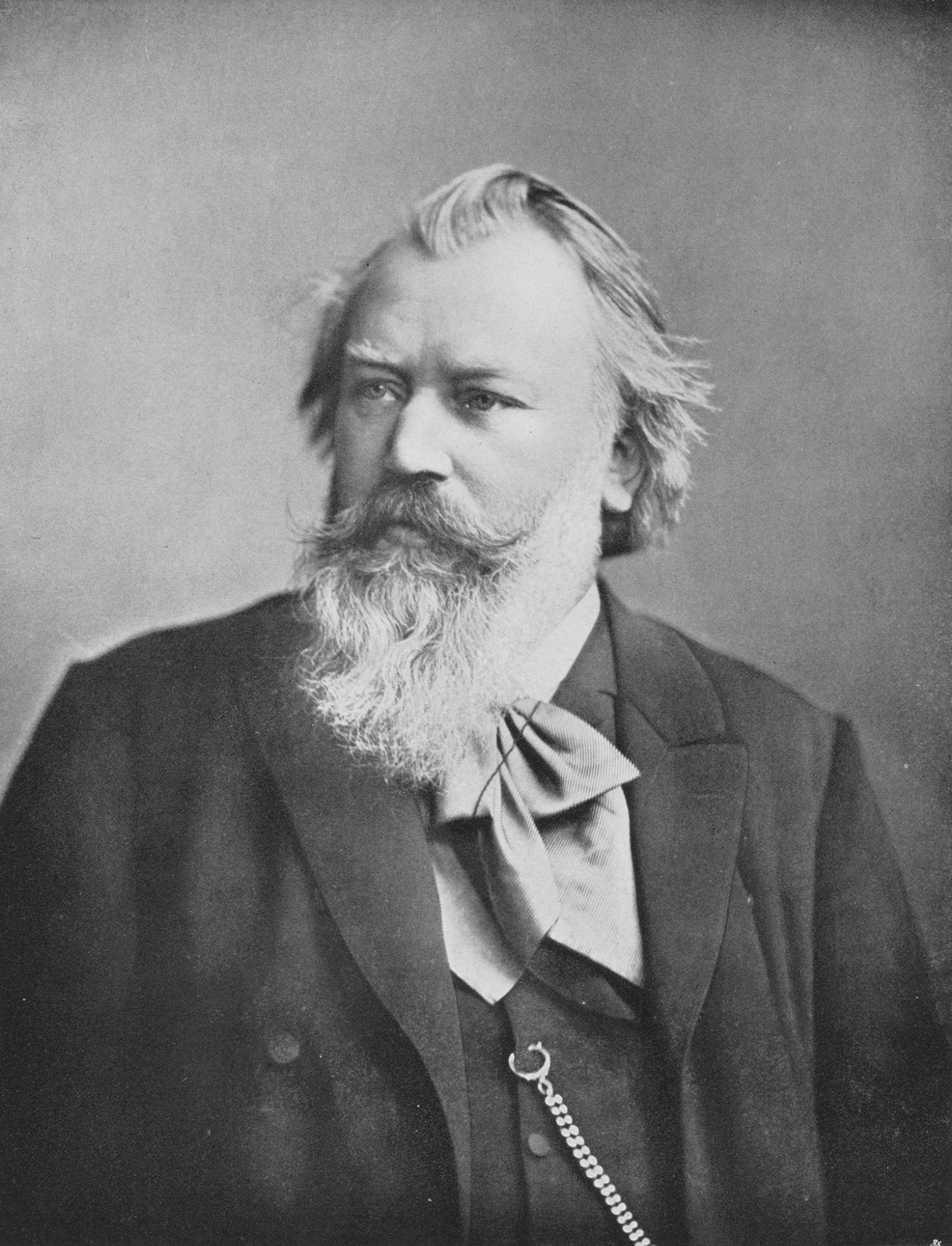
Johannes Brahms

Variaciones sobre un tema de Haydn (en alemán Variationen über ein Thema von Joseph Haydn) es una obra musical en forma de tema y variaciones compuesta por Johannes Brahms en el verano de 1873, a partir de un tema entonces atribuido a Franz Joseph Haydn.
Brahms compuso y publicó dos versiones de la obra: una para dos pianos, compuesta en primer lugar pero designada como Opus 56b, y otra para orquesta sinfónica, mucho más conocida e interpretada en nuestros días, señalada en el catálogo brahmsiano como Opus 56a. Ambas versiones consisten en el tema, ocho variaciones y un finale; pero entre ambas hay sutiles variaciones de tempo en varios movimientos, que, junto con el diferente timbre y sonoridad, cambian por completo el carácter de la composición.
En ocasiones se ha afirmado que esta obra constituye «el primer conjunto independiente de variaciones para orquesta de la historia de la música»; pero tal afirmación olvida la existencia de al menos una obra anterior del mismo tipo: las Veintiséis variaciones sobre «La folia di Spagna», compuesta por Antonio Salieri en 1815, aunque la importancia de esta obra sea mucho menor.
La versión orquestal está compuesta para piccolo, dos flautas, dos oboes, dos clarinetes, dos fagots, un contrafagot, cuatro trompas (dos en mi bemol y las otras dos en si bemol), dos trompetas, timbales y triángulo, además de la sección habitual de cuerda (violines primeros y segundos, violas, violonchelos y contrabajos).
Las Variaciones representan la primera obra sinfónica adulta de Brahms, lejanas ya las dos Serenatas de juventud (Op. 11 y Op.16) e incluso el primer concierto para piano y orquesta, compuesto catorce años antes. La partitura fue estrenada el 2 de noviembre de 1873 por la Orquesta Filarmónica de Viena bajo la dirección del autor, con una gran acogida de crítica y público, lo que cimentó la reputación internacional de Brahms como compositor sinfónico,  abriendo así el camino a las grandes obras orquestales que Brahms compondría en los quince años siguientes (la Primera Sinfonía se estrenaría justamente tres años después que las Variaciones). Quizá por ello, el propio Brahms guardó siempre un cariño especial a esta composición aparentemente menor; y así se refería a ella, en una carta a Clara Schumann, diciendo que 

con respecto a esta obra siento una especie de debilidad y me aporta más satisfacción y placer que muchas otras

La versión para dos pianos se estrenó igualmente en Viena, el 10 de febrero de 1874.
La ejecución de la versión orquestal suele durar alrededor de dieciocho minutos.

## Origen del tema
En 1870 Karl Ferdinand Pohl, bibliotecario de la Gesellschaft der Musikfreunde y luego primer biógrafo de Brahms, encontró las partituras manuscritas de seis Divertimentos (Feldparthien en alemán) para ocho instrumentos de viento, que atribuyó a Franz Joseph Haydn, en cuya biografía trabajaba por entonces. Conocedor del interés de Brahms (que luego sería director de la Sociedad) por rescatar viejas obras musicales, Pohl enseñó al compositor sus descubrimientos. El segundo movimiento del divertimento n.º 1 llevaba el epígrafe «Chorale St. Antoni». Brahms quedó seducido por esta melodía y obtuvo de Pohl una copia de la partitura.  Tres años después, durante su estancia estival en la localidad bávara de Tutzing, Brahms usaría ese «Coral de San Antonio» como tema para sus Variaciones.
A pesar del título de la composición, y aunque los divertimentos hallados por Pohl figuran en el Catálogo Hoboken de las obras de Haydn (Hob. II:46), desde mediados del siglo XX se pone en seria duda esta atribución de la autoría del tema original, que hoy se cree mayoritariamente que fue compuesto por Ignace Joseph Pleyel, discípulo de Haydn. Pero incluso de dar por definitiva esta atribución quedaría aún pendiente la cuestión de establecer si el «Coral de San Antonio» es una obra original o si el compositor del divertimento se limitó a citar un tema anterior de fuente desconocida. En este sentido, Eduard Hanslick formuló la hipótesis de que el coral fuese un himno en honor de San Antonio de Padua cantado por los peregrinos que se dirigían a una capilla consagrada al santo en la región austríaca de Burgenland. No existen, sin embargo, fuentes que avalen esta hipótesis, ni ninguna otra mención del llamado «Coral de San Antonio».
Lo que sí parece definitivamente establecido es que Haydn no escribió el coral, ni ninguno de los divertimentos encontrados por Pohl. En opinión de H. C. Robbins Landon —una de las máximas autoridades en Haydn—, toda la serie de divertimentos «es espuria y (...) ni una sola nota es de Haydn». Por ello, algunos musicólogos, encabezados por el propio Robbins Landon, han propuesto redenominar la obra Variaciones sobre el Coral de San Antonio, a fin de no contribuir a perpetuar una atribución errónea; pero el uso corriente y la discografía siguen manteniendo el nombre original.

## Estructura general de la obra
|                          | Compás n° | Indicación de tempo (op. 56b) | Indicación de tempo (op. 56a, cuando difiere de op.56b) | Tonalidad principal | Métrica |
| ------------------------ | --------- | ----------------------------- | ------------------------------------------------------- | ------------------- | ------- |
| Tema. Chorale St. Antoni | 1         | Andante                       |                                                         | Si ♭ Mayor          | 2/4     |
| Variación n° 1           | 30        | Poco più animato              | Andante con moto                                        | Si ♭ Mayor          | 2/4     |
| Variación n° 2           | 59        | Più vivace                    | Vivace                                                  | Si ♭ menor          | 2/4     |
| Variación n° 3           | 88        | Con moto                      |                                                         | Si ♭ Mayor          | 2/4     |
| Variación n° 4           | 146       | Andante con moto              | Andante                                                 | Si ♭ menor          | 3/8     |
| Variación n° 5           | 206       | Vivace                        | Poco presto                                             | Si ♭ Mayor          | 6/8     |
| Variación n° 6           | 264       | Vivace                        |                                                         | Si ♭ Mayor          | 2/4     |
| Variación n° 7           | 293       | Grazioso                      |                                                         | Si ♭ Mayor          | 6/8     |
| Variación n° 8           | 322       | Presto non troppo             | Poco presto                                             | Si ♭ menor          | 3/4     |
| Finale                   | 361       | Andante                       |                                                         | Si ♭ Mayor          | 2/2     |

## Aspectos formales
El tema comienza por un pasaje repetido de diez compases, que a su vez se divide, de forma poco habitual, en un antecedente y un consecuente de cinco compases cada uno, peculiaridad que podría haber llamado la atención de Brahms. La atmósfera del tema original es evocada al conservar Brahms casi la misma instrumentación del divertimento (dos oboes, tres fagots, dos trompas y un serpentón), aunque suprimiendo uno de los oboes y sustituyendo el ya arcaico serpentón por el contrafagot.
En las variaciones, Brahms conserva las líneas fundamentales de la sucesión de acordes que armonizan el tema, introduciendo en algunas pequeños cambios o adiciones, desarrollando diferentes células tímbricas y melódicas, en ocasiones tomadas del tema original y en otras de invención propia, y sustituyendo a veces las repeticiones por una reorganización orquestal y contrapuntística del material musical. En definitiva, se conserva en todas las variaciones la disposición periódica del tema, pero el tratamiento melódico y armónico se toma muchas libertades: en ocasiones la relación melódica con el tema queda totalmente oculta y la armonía lleva por lo general el sello del romanticismo.
Las variaciones se relacionan entre sí con frecuencia según el principio del contraste. Así, la cuarta (andante con moto) tiene un carácter elegíaco, contraponiéndose a la quinta (vivace), de carácter centelleante, que hace el papel de un scherzo. Del mismo modo, la robusta sexta variación (también vivace), contrasta con el carácter etéreo de la séptima (grazioso).
Las variaciones concluyen con un Finale muy elaborado, en cuyo comienzo Brahms retoma la forma barroca de la passacaglia, como más tarde hará, a una escala grandiosa, en el final de la Cuarta sinfonía. Sobre la base de un bajo ostinato de cinco compases, sacado del inicio del tema del Coral, Brahms articula diecisiete pequeñas variaciones, que conducen a una reexposición triunfal del tema original más ornamentado, en el que el habitualmente contenido Brahms se permite el uso destacado del triángulo.
Justo antes del final de la pieza, en la coda del Finale, Brahms cita, deliberadamente o no, un pasaje auténtico de Haydn. En los compases 463 y 464 las violas y los chelos reproducen la línea de los chelos en el compás 148 del segundo movimiento de la "Sinfonía del Reloj". Irónicamente, esta alusión tangencial parece ser el único vínculo real de las Variaciones con el compositor que como supuesto autor del tema original figura en su título.